# Northern Colorado Hailstorm FC
El Northern Colorado Hailstorm FC es un equipo de fútbol de Estados Unidos que juega en la USL League One, la tercera división nacional.

## Historia
Fue fundado el 12 de enero de 2021 en la ciudad de Windsor, Colorado convirtiéndose en el tercer equipo de fútbol profesional del estado de Colorado junto al Colorado Rapids de la Major League Soccer y el Colorado Springs Switchbacks de la USL Championship.
Es uno de los equipos de expansión de la USL League One para la temporada 2022.